# الحزب الوطني البريطاني
الحزب الوطني البريطاني، (BNP)، (بالإنجليزية: British National Party)‏، هو حزب سياسي في المملكة المتحدة، من أقصى اليمين، فاشي. يقع مقره الرئيسي، في ويغتون، كمبريا، زعيمه الحالي هو آدم ووكر.
حزب صغير، ليس له ممثلون منتخبون، على أي مستوى من مستويات حكومة المملكة المتحدة. تأسس الحزب، في عام 1982، وحقق أعلى مستويات نجاحه في عام 2000، عندما كان لديه أكثر من خمسين مقعدا في الحكم المحلي، واحد في هيئة لندن التشريعية، واثنين من أعضاء البرلمان الأوروبي.
تم اختيار اسم الحزب، من حزب متطرف يميني في الستينيات، أنشأه جون تيندال، وأعضاء سابقون آخرون في الجبهة الوطنية الفاشية (FN).
تعزز سياسات الحزب، نهاية العالم الثالث، والهجرة وشعبية اليمين، والمركز الثالث. إنهم قوميين بريطانيين. إنهم يريدون "إبقاء بريطانيا للبريطانيين"، عن طريق عدم السماح، لأشخاص من دول أخرى، بالانتقال إلى المملكة المتحدة.